# نجلاء يونس
نجلاء يونس (18 سبتمبر 1980 -) هي ممثلة مصرية.

## حياتها
ولدت بمدينة القاهرة في سبتمبر 1980م.
حصلت نجلاء محمد محمد حسن يونس على الثانوية العامة التحقت بكلية الآداب - قسم علوم المسرح - شعبة تمثيل واخراج - جامعة حلوان واستطاعت الحصول على ليسانس الآداب عام 2001م، حصلت على دبلوم الرقص الحديث من صندوق التنمية الثقافية عام 2005م،ثم حصلت على دبلومة في التمثيل من مركز الابداع الفني في دار الأوبرا المصرية مع المخرج خالد جلال. ثم حصلت على عضوية نقابة المهن التمثيلية وتم اعتمادها كممثلة في الإذاعة المصرية، لها العديد من المشاركات الفنية التي تبلغ (20) مشاركة تقريباً بين التلفزيون والسينما والمسرح، شاركت في العديد من المهرجانات الدولية في الهند واندونسيا وألمانيا وأسبانيا والجزائر وتونس وسوريا. حاصلة على جائزة أحسن ممثلة دور ثان بالمهرجان القومي للسينما 2014م، ابرز الأدوار التي شاركت فيها مسلسل بـ"100 وش".

## أعمالها الفنية[1][6]
- المقابلة - فيلم - 2022م
- أما عن حالة الطقس - فيلم 2022م[7]
- فاتن أمل حربي مسلسل 2022م.
- ليه لأ؟!2 مسلسل 2021م
- بـ" 100 وش" - مسلسل 2020م.
- أمين وشركاه - مسرحية -2019م[8]
- بالحجم العائلي مسلسل 2018م
- راوتر - مسلسل سيت كوم 2016م[9]
- قدرات غير عادية - فيلم 2015
- السبع وصايا - مسلسل 2014م
- أنا عشقت مسلسل 2014م
- أهل اسكندرية مسلسل 2014م[10]
- فيفا اطاطا - مسلسل 2014م.
- عشم - فيلم 2012م
- بصرة - فيلم -2012م
- بلاد أضيق من الحب - مسرحية 2010م[11]
- كل البنات بتحب الشيكولاته- فيلم 2008م[12]
- قيود من نار مسلسل 2007م[13]
- لحظات حرجة - مسلسل 2007م
- راجلها - فيلم - 2006م.[14]
- مباراة زوجية - مسلسل 2006م